# Bando de Aceró
Aceró o Acero fue una de las doce demarcaciones territoriales en las que los aborígenes benahoaritas dividían la isla de La Palma ―Canarias, España― cuando llegaron los conquistadores castellanos a finales del siglo XV.
Durante la conquista de la isla se encontraba al frente del bando el capitán o caudillo Tanausú.

## Etimología
Juan de Abréu Galindo fue el primer autor en dar el nombre de este bando en su obra Historia de la conquista de las siete islas de Canaria publicada en 1632. En los manuscritos de Abréu que se conservan este consigna la forma Acero, que según él «en lenguaje palmero quiere decir "lugar fuerte"». Sin embargo, en la traducción de su obra que hizo George Glas en el siglo XVIII aparece como Acer, que es la misma que da el ingeniero Leonardo Torriani, cuya obra es coetánea a la original de Abréu, por lo que parece que esta sería la forma correcta del topónimo originario. Por su parte, el primer autor que da la forma aguda Aceró es José de Viera y Clavijo, y es la que va a prevalecer en la historiografía moderna.
Los filólogos e investigadores modernos dan validez a la traducción de Abréu como 'lugar fuerte' comparando la voz Acero con paralelos en las lenguas bereberes.

## Características

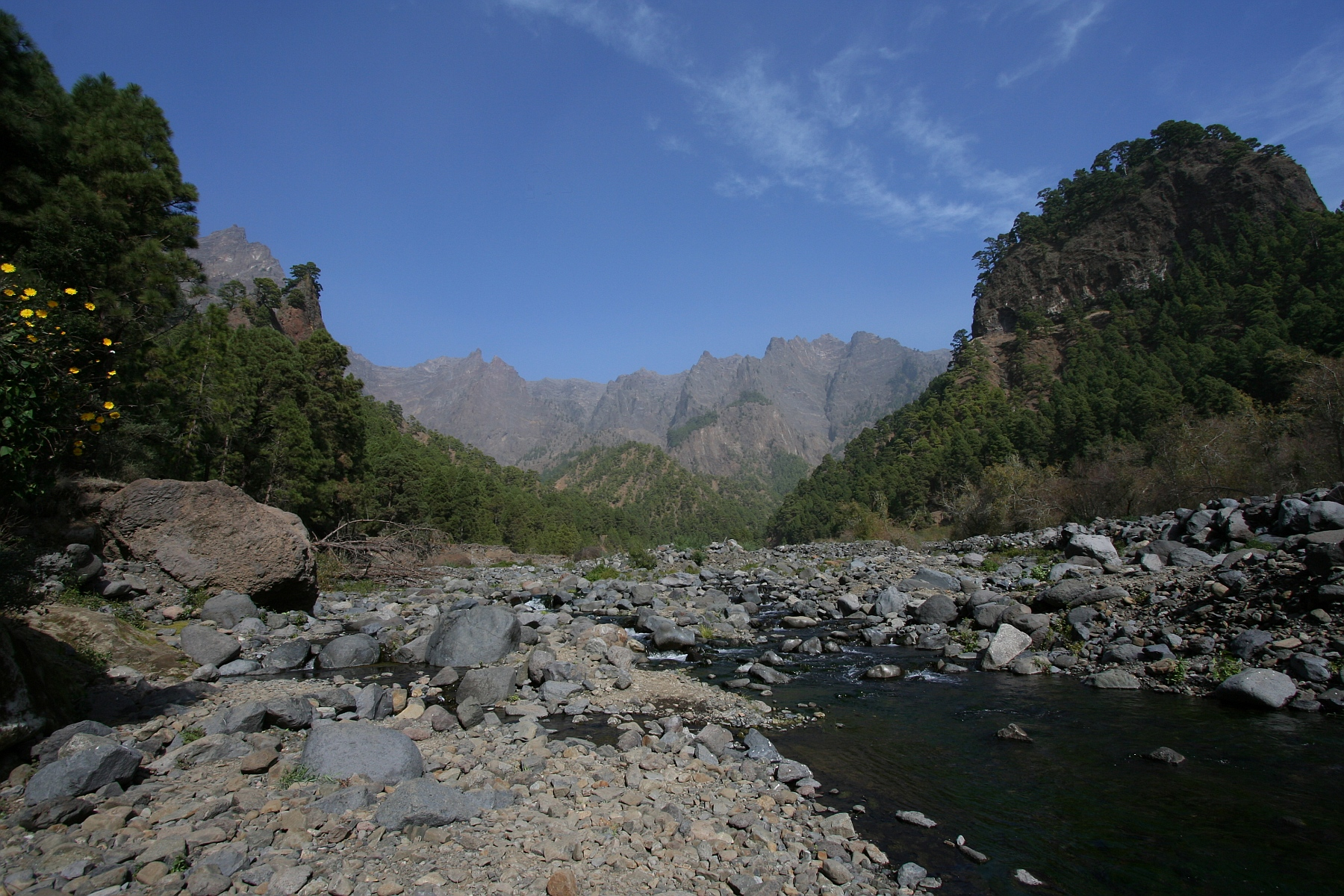
Vista del interior de la caldera de Taburiente, antiguo bando de Aceró.

El bando de Aceró abarcaba el territorio de la caldera de Taburiente, siendo descrito por Abréu de la siguiente forma:

El doceno señorío era Acero, que al presente llaman la Caldera, que en lenguage palmero quiere decir lugar fuerte, (…); y cierto que la significación del vocablo está bien adaptada al lugar, porque es casi inexpugnable, y así fue lo último que se ganó de la isla.

Según estudios, los benahoaritas de Aceró se asentaban en distintas zonas: Dos Aguas, Barranco del Almendro Amargo, Barranco de las Bombas de Agua, Morro Colorado, Lomo de Las Vacas, Playas de Taburiente, Lomo Gazmil y El Escuchadero.
El bando de Aceró era un lugar de pastos que no solamente usaban los habitantes de esta demarcación, sino que también permitían su uso a aquellos que habitaban cantones contiguos.

## Historia

### Batalla contra Tijarafe
Antes de la conquista, Atogmatoma, jefe de Tijarafe, convocó a 200 hombres para invadir Aceró, pasando por el Cantón de Aridane, hasta llegar al paso de Adamancasis, pero Tanausú que ya era consiente de esto, colocó a sus guerreros para frenar el ataque. Atogmatoma, al ver la resistencia de Aceró, llamó a sus aliados Bediesta, jefe del bando de Tagalguen y a Temiaba, jefe del Cantón de Tagaragre.
Tanausú al ver como cada día las fuerzas de Atogmatoma aumentaban, se retiró al roque de Bejenao y convocó a Chenauca, jefe de Tihuya, luego convocó a Echentive y a Asucuahe, ambos jefes de Ahenguareme y por ultimó convocó a Juguiro y Garehagua, ambos, jefes de Tigalate, Tanausú pudo contactarlos gracias al silbo o al bucio.
Ya siendo superiores las fuerzas de Tanausú, este comenzó la última batalla en Aridane, obligando a Atogmatoma a huir a su Cantón.